# 天津市南开中学石化分校
天津市南开中学石化分校，位于天津市原大港区，前身是1977年5月建立的天津石油化纤厂子弟学校，1994年在原天津石化一中的基础上建立天津市南开中学石化分校。

## 历史
1977年5月，天津石油化纤厂子弟学校建立:157。
1985年2月，天津石化一中与天津市南开中学联合办学，两校交流教学情况:157。
1994年3月1日，天津南开中学向天津市教育局发出《关于天津南开中学与天津石化培教中心联合办学的请示报告》，拟在原天津石化一中高中部的基础上组建南开中学石化分校，相当于南开中学高中部由六个教学班变八个教学班，其中两个班设在石化分校:357。3月29日，天津市教育局以津教字〔1994〕24号文件批复同意:321，并明确：南开中学石化分校的学校性质为国办学校与企业联合办学，学制为高中三年，学生毕业后发“南开中学石化分校”毕业证书:357。
天津石化培教中心向石化分校派出校长和党支部书记，南开中学派出副校长、教导主任和部分骨干教师，双方第一期协议为六年，天津石化公司每年付给南开中学专项经费40万元:357。